# Михайлівка (Суджанський район)
Михайлівка (рос. Михайловка) — присілок в Суджанському районі Курської області Російської Федерації.
Населення становить 109 осіб. Входить до складу муніципального утворення Мартиновська сільрада.

## Історія
Населений пункт розташований на території українського етнічного та культурного краю Східна Слобожанщина.
Від 2004 року входить до складу муніципального утворення Мартиновська сільрада.

## Населення
| 2002 | 2010 |
| ---- | ---- |
| 125  | ↘109 |